# Rio Budescu
O Rio Budescu é um rio da Romênia afluente do Rio Ruscova, localizado no distrito de Maramureş.